# Matteo Marrai
Matteo Marrai (Pisa, 17 novembre 1986) è un ex tennista italiano.

## Carriera
Marrai è nato a Pisa e ha iniziato a giocare a tennis all'età di soli sei anni. Ha militato per molti anni nel circuito Futures, con il quale ha vinto un totale di 21 titoli. La sua unica apparizione in un torneo dell'ATP Tour risale all'Open Sabadell Atlántico di Barcellona del 2008. Dopo aver battuto Mikhail Ledovskikh e Andrey Golubev nelle qualificazioni, ha perso al primo turno contro il locale Alberto Martín. Successivamente ha preso parte alle qualificazioni dell'Australian Open del 2009, ma è stato eliminato al turno di apertura. Ai Giochi del Mediterraneo del 2009, Marrai perse la finale per la medaglia di bronzo contro Gianluca Naso, con il quale fece coppia per vincere l'oro nel doppio maschile contro il Montenegro. Ha giocato per molti anni nel Tennis Padel Club Italia con il quale ha vinto molteplici trofei e ne è diventato il capitano. Si è ritirato dal tennis nel 2014.